# Ozothamnus whitei
Ozothamnus whitei là một loài thực vật có hoa trong họ Cúc. Loài này được (N.T.Burb.) Anderb. mô tả khoa học đầu tiên năm 1991.